# David Miliband
David Wright Miliband, född 15 juli 1965 i London, är en brittisk labourpolitiker som var Storbritanniens utrikesminister mellan den 28 juni 2007 och den 11 maj 2010. Han är son till Ralph Miliband och äldre bror till Ed Miliband.

## Biografi

### Uppväxt och utbildning
Miliband är född i London 1965, som äldste son till den polskfödda Marion Kozak (född 1934) och Ralph Miliband (1924–1994), statsvetare och marxistisk teoretiker med polsk-judiskt påbrå. 1969 föddes hans bror, Edward (Ed).
Miliband gick i skola i Leeds respektive London. Vid universitetet i Oxford utbildade han sig inom det tvärvetenskapliga programmet Philosophy, Politics and Economics (PPE). Därefter studerade han, på stipendium, statskunskap vid Massachusetts Institute of Technology i Cambridge, USA.

### Yrkesliv och politisk karriär
Sitt första jobb innehade Miliband inom frivilligorganisationen "National Council for Voluntary Organisations". Därefter arbetade han som utredare och politisk analytiker vid den till Labourpartiet närstående tankesmedjan "Institute for Public Policy Research" (IPPR). 1992 utsågs han till som sekreterare i en kommission uppsatt av den dåvarande labourledaren John Smith, som hade till syfte att utveckla partiets välfärdspolitik. Två år senare, 1994, utsågs den då 29-årige Miliband av den nye partiledaren, Tony Blair, att leda (Head of Policy) det arbete som 1997 förde Blairs New Labour tillbaka till regeringsmakten, efter arton år i opposition. Efter valsegern blev Miliband – med smeknamnet "Brains" (ung. 'Hjärnan') – chef för premiärministerns politiska enhet på Downing Street. 2001 valdes han in i parlamentet som representant för valkretsen South Shields, i nordöstra England.
I juni 2002 blev Miliband skolminister i den vidare regeringskretsen; 2004 utsågs han till Minister for the Cabinet Office. Efter Labourpartiets tredje valseger 2005 avancerade han till den inre regeringskretsen och kabinettet. I samband med regeringsombildningen 2006 efterträdde han Margaret Beckett som miljöminster, och efter Tony Blairs avgång 2007 utnämndes han av den nye premiärministern, Gordon Brown, till ny utrikesminister. Samtidigt utsågs hans yngre bror, ekonomen Ed Miliband, till minister.
I juli 2008 publicerade dagstidningen The Guardian en artikel, skriven av Miliband, som av bedömare sågs som en positionering inför ett eventuellt kommande partiledarval, då Miliband i artikeln behandlat frågan om Labourpartiets framtid utan premiärminister Browns nämnande. Efter artikelns publicering höjdes krav på Milibands avgång på grund av den illojalitet han ansågs ha visat.
Efter Labours valförlust 2010 var David Miliband och Ed Miliband de främsta kandidaterna till att efterträda Gordon Brown som partiledare för Labour. David Miliband förlorade partiledarvalet med knapp marginal mot sin yngre bror, och Ed Miliband tillträdde som ny partiledare den 25 september 2010.
David Miliband avstod att ta en post i sin brors skuggregering. 2013 lämnade han sin plats i parlamentet, flyttade till New York och blev chef för hjälporganisationen International Rescue Committee.
Miliband har författat två böcker; Paying for Inequality: Economic Cost of Social Justice samt Reinventing the Left (båda 1994).

### Privatliv
Miliband är gift med Louise Shackleton, viloinist i London Symphony Orchestra, med vilken han har två barn.
Miliband är ateist och har offentligt sagt att han inte tror på Gud.